# Hjortshøj
Hjortshøj är en ort i Danmark.   Den ligger i Århus kommun och Region Mittjylland,  160 km väster om Köpenhamn. Antalet invånare är 3 562.  Närmaste större samhälle är Århus, 11 km söder om Hjortshøj.